# Denis Kadima
Pour les articles homonymes, voir Kadima (homonymie) et Kazadi.
Denis Kadima Kazadi, né en république démocratique du Congo le 21 septembre 1961, est un expert congolais en bonne gouvernance et élections et président de la Commission électorale nationale indépendante depuis le 22 octobre 2021.

## Biographie
Né en république démocratique du Congo, Denis Kadima détient un diplôme de licence en sciences politiques et administratives de l’université de Lubumbashi (1987), ainsi qu'un master et un diplôme post-universitaire en sciences politiques et administration des affaires de l'université du Witwatersrand en Afrique du sud.
En 2020, désigné par la Société civile électorale (Educiel) pour succéder à Corneille Nangaa à la tête de la Commission électorale nationale indépendante (CENI), sa candidature est ignorée. Mais porté par l'Église kimbanguiste en 2021,, il est le choix de six des huit confessions religieuses congolaises (les communautés musulmane, kimbanguiste et salutiste, ainsi que les Églises orthodoxe, du réveil et indépendante), contre les Églises catholique et protestante du pays, qui l'accusent d'être trop proche du président Félix Tshisekedi. Sa candidature est aussi contestée par certains mouvements de la population et par les alliances politiques de l'ancien président Joseph Kabila et de Moïse Katumbi. Les représentants confessionnels n'arrivent pas à trouver un consensus et l'Assemblée nationale entérine le choix de Denis Kadima le 16 octobre 2021,. Le président Tshisekedi signe l'ordonnance de nomination le 22 octobre.